# Kon Kan
Kon Kanは、カナダのバンドである。

## プロフィール
バンド名の由来は、カナダ産を意味する"Canadian content"を略した"Can Con"を逆さに読んでコン・カン、"Kon Kan"。

## メンバー
- バリー・ハリス(en:Barry Harris) - ギター、キーボード
- ケヴィン・ワイン(Kevin Wynne) - ヴォーカル

## アルバム
- "Move To Move"(en:Move to Move)

## シングル
- "I Beg Your Pardon"(en:I Beg Your Pardon) - リン・アンダーソンの大ヒット曲"ローズ・ガーデン"(en:Rose Garden)をサンプリング。

## 関連事項
- リン・アンダーソン(en:Lynn Anderson)

## 参照
- TOP40 Hits of 1980's｜Kon Kan
- ヒロクシンのトップ40:1971年、年間チャートから雑感 (1)